# Terville
Terville là một xã trong vùng Grand Est, thuộc tỉnh Moselle, quận Thionville-Est, tổng Yutz. Tọa độ địa lý của xã là 49° 20' vĩ độ bắc, 06° 08' kinh độ đông.

## Thông tin nhân khẩu
| 1962  | 1968  | 1975  | 1982  | 1990  | 1999  |
| ----- | ----- | ----- | ----- | ----- | ----- |
| 5 429 | 5 771 | 5 747 | 5 224 | 6 281 | 6 469 |